# AU Большого Пса
AU Большого Пса (лат. AU Canis Majoris) — двойная затменная переменная звезда типа Алголя (EA) в созвездии Большого Пса на расстоянии (вычисленном из значения параллакса) приблизительно 11440 световых лет (около 3508 парсеков) от Солнца. Видимая звёздная величина звезды — от более +15m до +14,3m. Орбитальный период — около 12,886 суток.